# Har Guiló

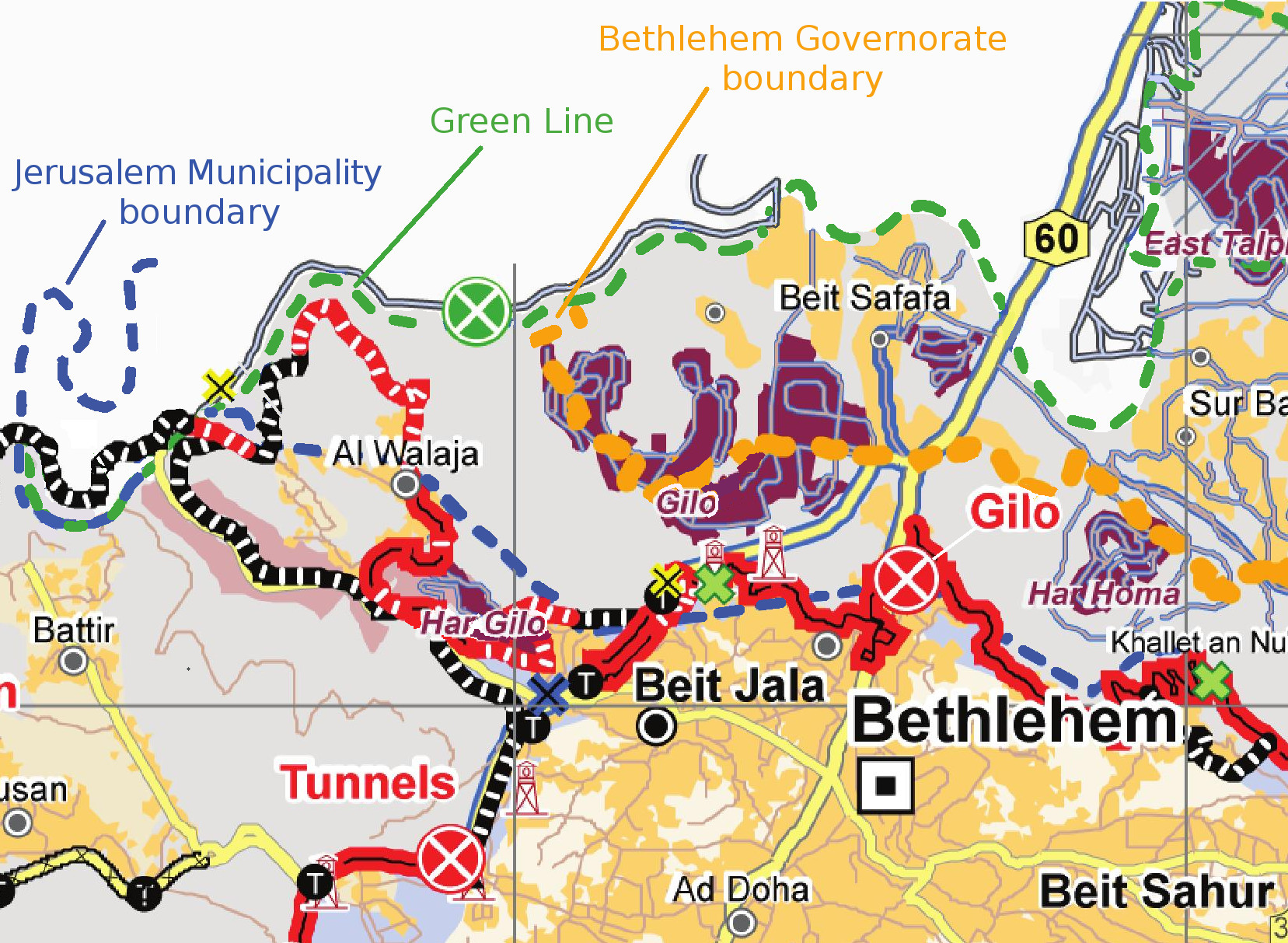
Mapa regional

Har Guiló (הר גילה) é um assentamento israelense na Cisjordânia, situado a cerca de 200 metros dos limites Jerusalém, e a 1.8 quilômetros da fronteira entre a Cisjordânia e a área não disputada de Israel, e próximo à cidade árabe Beit Jala. Em 2007, tinha uma população de 462 pessoas. Segundo o grupo Paz Agora, o assentamento desrespeita tratados internacionais, mas Israel discorda.
Foi um dos primeiros assentamentos construídos depois da Guerra dos Seis Dias e faz parte do agregado de colônias denominado Gush Etzion. 